# Hermanus Brockmann
Hermanus Gerardus Brockmann (Ámsterdam, 14 de junio de 1871-La Haya, 18 de enero de 1936) fue un deportista neerlandés que compitió en remo como timonel.
Participó en los Juegos Olímpicos de París 1900, obteniendo tres medallas: oro en dos con timonel, plata en cuatro con timonel y bronce en ocho con timonel.

## Palmarés internacional
| Representando al Equipo Mixto    |                 |                   |                    |
| Juegos Olímpicos                 |                 |                   |                    |
| Año                              | Lugar           | Medalla           | Prueba             |
| 1900                             | París (Francia) | Medalla de oro    | Dos con timonel    |
| Representando a los Países Bajos |                 |                   |                    |
| Juegos Olímpicos                 |                 |                   |                    |
| Año                              | Lugar           | Medalla           | Prueba             |
| 1900                             | París (Francia) | Medalla de plata  | Cuatro con timonel |
| 1900                             | París (Francia) | Medalla de bronce | Ocho con timonel   |